# 天王台 (我孫子市)

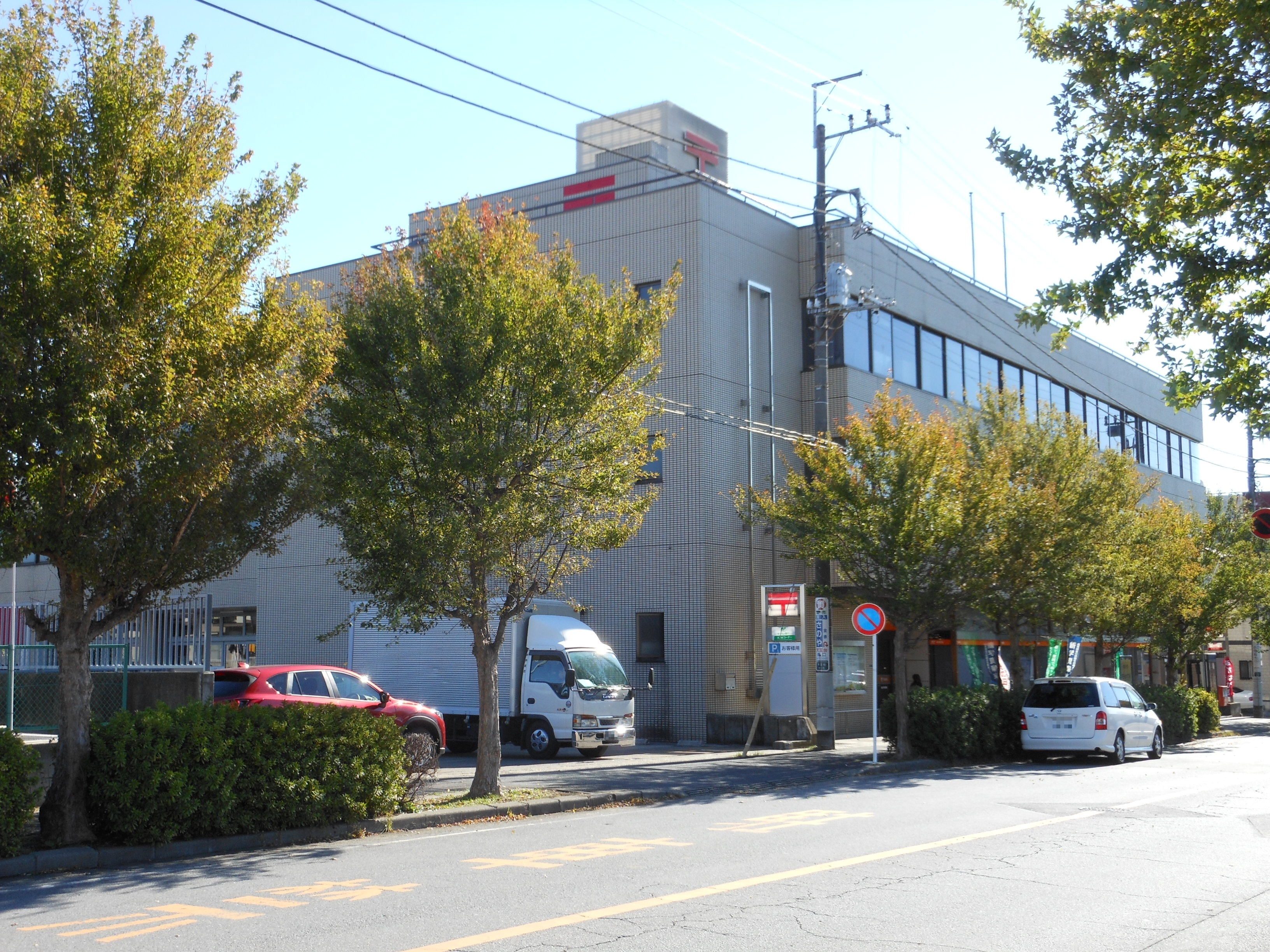
我孫子郵便局

天王台（てんのうだい）は、千葉県我孫子市の町丁。現行行政地名は天王台一丁目から天王台六丁目。郵便番号は270-1143。

## 地理
我孫子市中部に位置する。北側をJR常磐線が、南側をJR成田線がそれぞれ東西に走りそれらに挟まれている。北は柴崎台、東は下ケ戸、南は東我孫子、高野山、柴崎、西は泉、北西は柴崎に隣接する。

## 歴史
天王台一帯は、寺の付く姓の人物が治めていたと思われ、戦国時代、寺田氏や、寺井氏がここら辺を支配していた。

## 世帯数と人口
2017年（平成29年）4月1日現在の世帯数と人口は以下の通りである。
| 丁目         | 世帯数    | 人口    |
| ------------ | --------- | ------- |
| 天王台一丁目 | 397世帯   | 844人   |
| 天王台二丁目 | 490世帯   | 977人   |
| 天王台三丁目 | 528世帯   | 1,118人 |
| 天王台四丁目 | 611世帯   | 1,295人 |
| 天王台五丁目 | 788世帯   | 1,930人 |
| 天王台六丁目 | 553世帯   | 1,221人 |
| 計           | 3,367世帯 | 7,385人 |

## 小・中学校の学区
市立小・中学校に通う場合、学区は以下の通りとなる。
| 丁目         | 番地              | 小学校                     | 中学校                 |
| ------------ | ----------------- | -------------------------- | ---------------------- |
| 天王台一丁目 | 全域              | 我孫子市立我孫子第二小学校 | 我孫子市立我孫子中学校 |
| 天王台二丁目 | 全域              | 我孫子市立我孫子第二小学校 | 我孫子市立我孫子中学校 |
| 天王台三丁目 | 全域              | 我孫子市立我孫子第二小学校 | 我孫子市立我孫子中学校 |
| 天王台四丁目 | 1番、8番 16番以降 | 我孫子市立我孫子第二小学校 | 我孫子市立我孫子中学校 |
| 天王台四丁目 | その他            | 我孫子市立高野山小学校     | 我孫子市立我孫子中学校 |
| 天王台五丁目 | 全域              | 我孫子市立高野山小学校     | 我孫子市立我孫子中学校 |
| 天王台六丁目 | 10番以降          | 我孫子市立高野山小学校     | 我孫子市立我孫子中学校 |
| 天王台六丁目 | その他            | 我孫子市立我孫子第二小学校 | 我孫子市立我孫子中学校 |

## 交通

### 鉄道

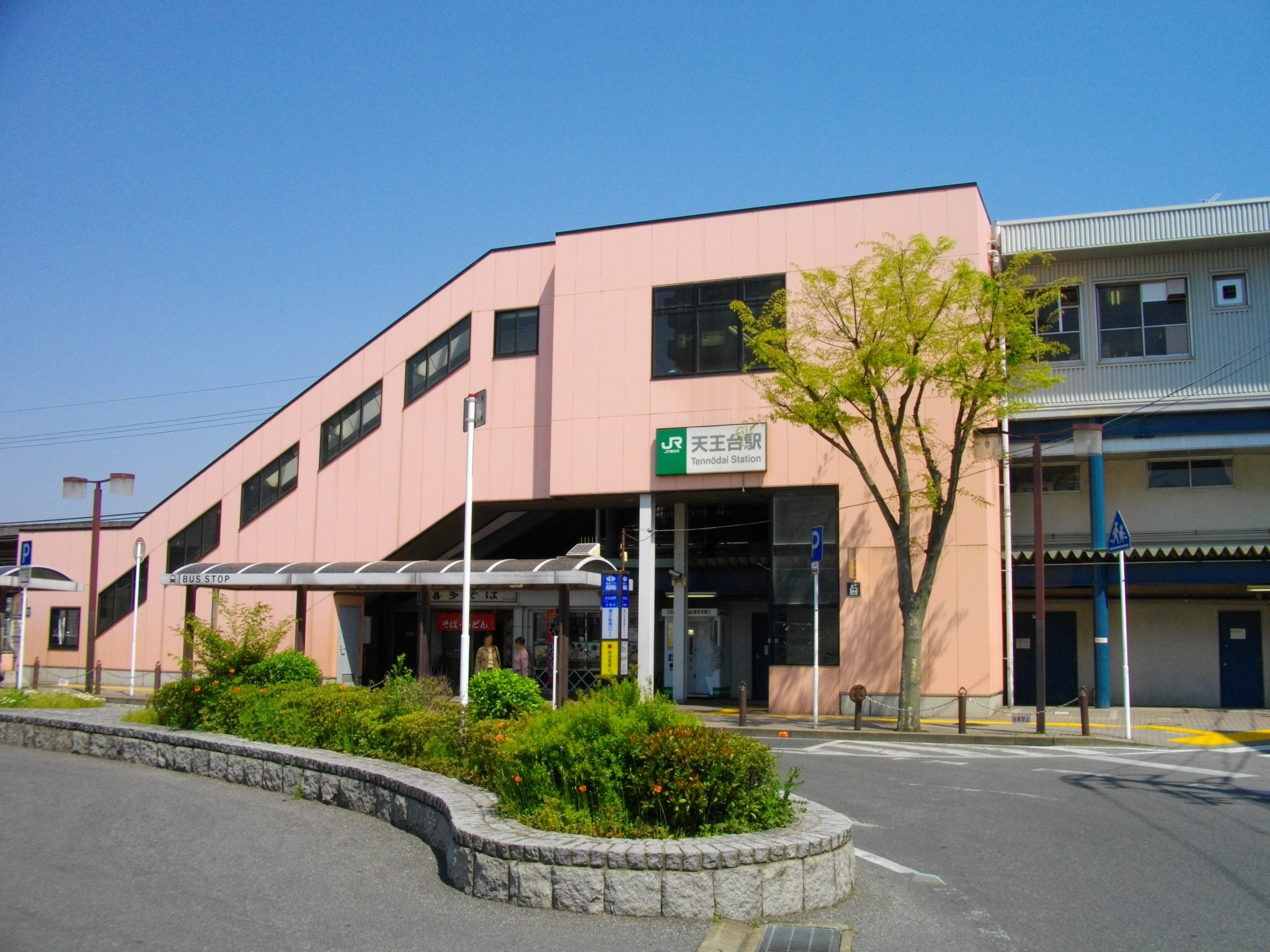
天王台駅南口ロータリー

JR東日本成田線が地内を通るが駅は設置されていない。ただし北縁で隣接する柴崎台にJR東日本常磐線が通り、天王台駅が設置されている。駅敷地は当地には属さないが、天王台駅南口ロータリーは天王台地内にあたる。

### バス
- 天王台駅南口
  - 阪東バス・東我孫子駅経由、湖北駅行
  - 阪東バス・東我孫子車庫行
  - 阪東バス・鳥の博物館経由、我孫子駅行
- 天王台駅北口
  - あびバス・我孫子駅行
  - 阪東バス・NEC行
  - 阪東バス・布佐駅行

### 道路
- 国道356号

## 施設
- 我孫子郵便局
- 天王台西公園
- 天王台自治會館
- M2 (ゲーム会社)